# Laccophilus bilardoi
Laccophilus bilardoi är en skalbaggsart som beskrevs av Pederzani och Rocchi 1982. Laccophilus bilardoi ingår i släktet Laccophilus och familjen dykare. Inga underarter finns listade i Catalogue of Life.